# Numeri euleriani
In combinatoria, il numero euleriano A(n, m) è il numero di permutazioni dei numeri fra 1 e n nelle quali esattamente m elementi sono maggiori di quelli precedenti. Tali numeri sono anche i coefficienti dei polinomi di Eulero:
{\displaystyle A_{n}(t)=\sum _{m=0}^{n}A(n,m)\ t^{m}.}
I polinomi di Eulero sono definiti dalla funzione generatrice esponenziale:
{\displaystyle \sum _{n=0}^{\infty }A_{n}(t)\,{\frac {x^{n}}{n!}}={\frac {t-1}{t-\mathrm {e} ^{(t-1)\,x}}}.}
Essi possono essere calcolati attraverso la seguente formula ricorsiva:
{\displaystyle A_{0}(t)=1,\,}
{\displaystyle A_{n}(t)=t\,(1-t)\,A_{n-1}'(t)+A_{n-1}(t)\,(1+(n-1)\,t),\quad n\geq 1.}
Un modo equivalente per dare questa definizione è quello di definire i polinomi di Eulero induttivamente:
{\displaystyle A_{0}(t)=1,\,}
{\displaystyle A_{n}(t)=\sum _{k=0}^{n-1}{\binom {n}{k}}\,A_{k}(t)\,(t-1)^{n-1-k},\quad n\geq 1.}
Le notazioni per questi numeri sono A(n, m), E(n, m) e {\displaystyle \scriptstyle \left\langle {n \atop m}\right\rangle }.
Essi non vanno confusi con i numeri di Eulero.

## Storia

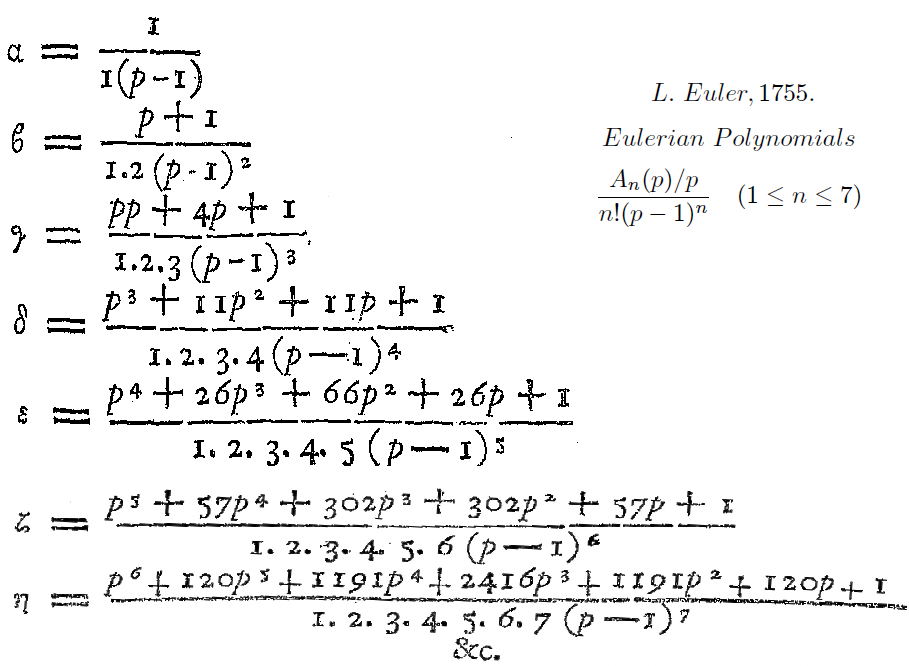
Polinomi di Eulero

Nel 1755 Eulero si occupò, nel libro Institutiones calculi differentialis, dei polinomi α1(x) = 1, α2(x) = x + 1, α3(x) = x2 + 4x + 1, ecc. Tali polinomi sono una variante di quelli che oggi sono chiamati polinomi di Eulero An(x).

## Proprietà
Per ogni valore n > 0, l'indice m in A(n, m) può assumere valori compresi tra 0 e n − 1. Per n dato, esiste una sola permutazione con nessun valore maggiore di quello che lo precede; è la permutazione (n, n − 1, n − 2, ..., 1). Inoltre ne esiste una sola con n − 1 valori maggiori del precedente; è la permutazione (1, 2, 3, ..., n). Perciò, A(n, 0) e A(n, n − 1) valgono 1 per ogni valore di n.
L'inversione di una permutazione con m numeri maggiori dei rispettivi numeri precedenti genera un'altra permutazione in cui tali valori sono in quantità n − m − 1.
Dunque A(n, m) = A(n, n − m − 1).
I valori di A(n, m) possono essere calcolati a mano per valori piccoli di n e m. Ad esempio, per n ≤ 3, si ha:
| n | m | Permutazioni                            | A(n, m)    |
| - | - | --------------------------------------- | ---------- |
| 1 | 0 | (1)                                     | A(1,0) = 1 |
| 2 | 0 | (2, 1)                                  | A(2,0) = 1 |
| 2 | 1 | (1, 2)                                  | A(2,1) = 1 |
| 3 | 0 | (3, 2, 1)                               | A(3,0) = 1 |
| 3 | 1 | (1, 3, 2) (2, 1, 3) (2, 3, 1) (3, 1, 2) | A(3,1) = 4 |
| 3 | 2 | (1, 2, 3)                               | A(3,2) = 1 |
Per valori più grandi di n, A(n, m) si può calcolare usando la ricorsione
{\displaystyle A(n,m)=(n-m)A(n-1,m-1)+(m+1)A(n-1,m).}
Da cui, ad esempio:
{\displaystyle A(4,1)=(4-1)A(3,0)+(1+1)A(3,1)=3\times 1+2\times 4=11.}
I valori di A(n, m) (sequenza A008292 dell'OEIS) per 0 ≤ n ≤ 9 sono:
| n \ m | 0 | 1   | 2     | 3     | 4      | 5     | 6     | 7   | 8 |
| ----- | - | --- | ----- | ----- | ------ | ----- | ----- | --- | - |
| 1     | 1 |     |       |       |        |       |       |     |   |
| 2     | 1 | 1   |       |       |        |       |       |     |   |
| 3     | 1 | 4   | 1     |       |        |       |       |     |   |
| 4     | 1 | 11  | 11    | 1     |        |       |       |     |   |
| 5     | 1 | 26  | 66    | 26    | 1      |       |       |     |   |
| 6     | 1 | 57  | 302   | 302   | 57     | 1     |       |     |   |
| 7     | 1 | 120 | 1191  | 2416  | 1191   | 120   | 1     |     |   |
| 8     | 1 | 247 | 4293  | 15619 | 15619  | 4293  | 247   | 1   |   |
| 9     | 1 | 502 | 14608 | 88234 | 156190 | 88234 | 14608 | 502 | 1 |
Questa disposizione triangolare si chiama triangolo di Eulero e condivide alcune caratteristiche con il triangolo di Tartaglia. La somma dei numeri sulla riga n-esima è {\displaystyle n!}.

## Formula chiusa
Una forma chiusa per A(n, m) è la seguente:
{\displaystyle A(n,m)=\sum _{k=0}^{m+1}(-1)^{k}{\binom {n+1}{k}}(m+1-k)^{n}.}

## Proprietà della somma
È evidente dalla definizione di combinatoria che la somma dei numeri di Eulero per un dato valore di n è il numero totale di permutazioni dei numeri tra 1 e n, ovvero
{\displaystyle \sum _{m=0}^{n-1}A(n,m)=n!{\text{ per }}n\geq 1.}
La serie alternata dei numeri di Eulero per n dato è strettamente collegata ai numeri di Bernoulli Bn+1
{\displaystyle \sum _{m=0}^{n-1}(-1)^{m}A(n,m)={\frac {2^{n+1}(2^{n+1}-1)B_{n+1}}{n+1}}{\text{ per }}n\geq 1.}
Altre sommatorie interessanti per i numeri di Eulero sono:
{\displaystyle \sum _{m=0}^{n-1}(-1)^{m}{\frac {A(n,m)}{\binom {n-1}{m}}}=0{\text{ per }}n\geq 2,}
{\displaystyle \sum _{m=0}^{n-1}(-1)^{m}{\frac {A(n,m)}{\binom {n}{m}}}=(n+1)B_{n}{\text{ per }}n\geq 2,}
dove Bn è l'n-esimo numero di Bernoulli.

## Identità
I numeri di Eulero compaiono nella funzione generatrice delle sequenze di potenze n-esime
{\displaystyle \sum _{k=0}^{\infty }k^{n}x^{k}={\frac {\sum _{m=0}^{n-1}A(n,m)x^{m+1}}{(1-x)^{n+1}}}{\text{ per }}n\geq 0.}
Questo implica che 00 = 0 e A(0,0) = 1 (poiché esiste una permutazione di 0 elementi, e nessuno di essi può essere maggiore di un altro).
L'identità di Worpitzky permette di esprimere xn come combinazione lineare di numeri di Eulero con i coefficienti binomiali:
{\displaystyle x^{n}=\sum _{m=0}^{n-1}A(n,m){\binom {x+m}{n}}.}
Da questa identità segue che
{\displaystyle \sum _{k=1}^{N}k^{n}=\sum _{m=0}^{n-1}A(n,m){\binom {N+1+m}{n+1}}.}
Un'altra curiosa identità è
{\displaystyle {\frac {e}{1-ex}}=\sum _{n=0}^{\infty }{\frac {A_{n}(x)}{n!(1-x)^{n+1}}}.}
Dove il numeratore delle frazioni di destra è un polinomio di Eulero.

## Numeri euleriani di seconda specie
Le permutazioni del multiinsieme {1, 1, 2, 2, ···, n, n} con la proprietà che, per ogni k, tutti i numeri compresi tra le due occorrenze di k nella permutazione sono maggiori di k, possono essere contate attraverso il semifattoriale {\displaystyle (2n-1)!!}. I numeri euleriani di seconda specie, indicati con {\displaystyle \scriptstyle \left\langle \!\!\left\langle {n \atop m}\right\rangle \!\!\right\rangle }, servono a contare il numero di permutazioni con esattamente m elementi che sono più grandi dell'elemento che li precede. Ad esempio, se n = 3 ci sono 15 permutazioni di questo tipo:
{\displaystyle 332211,\;}
{\displaystyle 221133,\;221331,\;223311,\;233211,\;113322,\;133221,\;331122,\;331221,}
{\displaystyle 112233,\;122133,\;112332,\;123321,\;133122,\;122331.}
I numeri euleriani di seconda specie soddisfano la relazione di ricorrenza, che discende dalla definizione:
{\displaystyle \left\langle \!\!\left\langle {n \atop m}\right\rangle \!\!\right\rangle =(2n-m-1)\left\langle \!\!\left\langle {n-1 \atop m-1}\right\rangle \!\!\right\rangle +(m+1)\left\langle \!\!\left\langle {n-1 \atop m}\right\rangle \!\!\right\rangle ,}
con la condizione iniziale che n = 0, espressa attraverso le parentesi di Iverson:
{\displaystyle \left\langle \!\!\left\langle {0 \atop m}\right\rangle \!\!\right\rangle =[m=0].}
Analogamente, i polinomi euleriani di seconda specie, qui indicati con Pn (non esiste una notazione standard) sono
{\displaystyle P_{n}(x):=\sum _{m=0}^{n}\left\langle \!\!\left\langle {n \atop m}\right\rangle \!\!\right\rangle x^{m}}
e per essi vale la seguente relazione di ricorrenza:
{\displaystyle P_{n+1}(x)=(2nx+1)P_{n}(x)-x(x-1)P_{n}^{\prime }(x)}
con condizione iniziale
{\displaystyle P_{0}(x)=1.}
Quest'ultima ricorrenza può essere scritta in modo più compatto attraverso un fattore di integrazione:
{\displaystyle (x-1)^{-2n-2}P_{n+1}(x)=\left(x(1-x)^{-2n-1}P_{n}(x)\right)^{\prime }}
tale che la funzione razionale
{\displaystyle u_{n}(x):=(x-1)^{-2n}P_{n}(x)}
soddisfa la seguente relazione di ricorrenza:
{\displaystyle u_{n+1}=\left({\frac {x}{1-x}}u_{n}\right)^{\prime },\quad u_{0}=1,}
da cui si ottengono i polinomi di Eulero nella forma Pn(x) = (1−x)2n un(x), e i numeri euleriani di seconda specie come coefficienti.
Questi sono i primi valori per i numeri euleriani di seconda specie (sequenza A008517 dell'OEIS):
| n \ m | 0 | 1    | 2     | 3       | 4       | 5        | 6        | 7       | 8      |
| ----- | - | ---- | ----- | ------- | ------- | -------- | -------- | ------- | ------ |
| 1     | 1 |      |       |         |         |          |          |         |        |
| 2     | 1 | 2    |       |         |         |          |          |         |        |
| 3     | 1 | 8    | 6     |         |         |          |          |         |        |
| 4     | 1 | 22   | 58    | 24      |         |          |          |         |        |
| 5     | 1 | 52   | 328   | 444     | 120     |          |          |         |        |
| 6     | 1 | 114  | 1452  | 4400    | 3708    | 720      |          |         |        |
| 7     | 1 | 240  | 5610  | 32120   | 58140   | 33984    | 5040     |         |        |
| 8     | 1 | 494  | 19950 | 195800  | 644020  | 785304   | 341136   | 40320   |        |
| 9     | 1 | 1004 | 67260 | 1062500 | 5765500 | 12440064 | 11026296 | 3733920 | 362880 |
In cui, di conseguenza, la somma della riga n-esima (che corrisponde anche al valore di Pn(1)), è {\displaystyle (2n-1)!!}.